# Argopecten
Argopecten (Monterosato, 1889) è un genere di molluschi della famiglia Pectinidae.

## Tassonomia
Il genere include sei specie di molluschi, qui di seguito l'elenco del World Register of Marine Species:
- Argopecten gibbus (Linnaeus, 1767)
- Argopecten lineolaris (Lamarck, 1819)
- Argopecten irradians (Lamarck, 1819)
- Argopecten noronhensis (Smith, 1885)
- Argopecten nucleus (Born, 1778)
- Argopecten purpuratus (Lamarck, 1819)